# The Beatles' Story
The Beatles' Story är en amerikansk dubbel-LP med The Beatles utgiven på Capitol i både mono (TBO 2222) och stereo (STBO 2222) den 23 november 1964. Den har inte givits ut på CD.
The Beatles' Story är inte ett musikalbum utan består huvudsakligen av intervjuer och upptagningar från presskonferenser. Dock ingår ett kort avsnitt när The Beatles framför låten Twist and Shout på arenan Hollywood Bowl. Detta var det enda liveframträdande som släppts med Beatles innan LP:n The Beatles at the Hollywood Bowl kom ut 1977. Inte heller detta album har släppts på CD.

## Låtlist

### Sid 1
1. "On Stage with The Beatles"
2. "How Beatlemania Began"
3. "Beatlemania in Action"
4. "Man Behind The Beatles" - Brian Epstein
5. "John Lennon"
6. "Who's a Millionaire?"

### Sid 2
1. "Beatles Will Be Beatles"
2. "Man Behind the Music" - George Martin
3. "George Harrison"

### Sid 3
1. "A Hard Day's Night – Their First Movie"
2. "Paul McCartney"
3. "Sneaky Haircuts and More About Paul"

### Sid 4
1. "The Beatles Look at Life"
2. "'Victims' of Beatlemania"
3. "Beatle Medley"
4. "Ringo Starr"
5. "Liverpool and All the World!"